# Wattrelos
Wattrelos (in het Nederlands soms nog: Waterlo) is een gemeente in het Franse Noorderdepartement (regio Hauts-de-France). De gemeente telde 40.881 inwoners op 1 januari 2022. De plaats maakt deel uit van het arrondissement Rijsel. Wattrelos is onderdeel van het kanton Roubaix-2. Als deel van de meer dan één miljoen inwoners tellende agglomeratie van Rijsel, maakt de gemeente deel uit van Métropole européenne de Lille.

## Geschiedenis
In een ver verleden had het dorp een Vlaamsklinkende naam; tot de 11e eeuw werd Waterlos of Waterlooz geschreven; de huidige naam is daarvan een Franse fonetische nabootsing. De oudste vermelding van de plaats dateert uit 1030 maar Wattrelos zou waarschijnlijk al in de 9e eeuw als plaats hebben bestaan.
De plaats hing af van de Sint-Baafsabdij in Gent, waarvan de abt de heer van Wattrelos was. Tot de 14e eeuw werden de landbouwgronden rechtstreeks vanuit de abdij uitgebaat, maar van dan af werd er ovegeschakeld op de betaling van pachtgelden. De plaatselijke wouden hadden al vroeg in de middeleeuwen plaats gemaakt voor akkergronden.
Als een plaats bij de grens met het graafschap Vlaanderen kende Wattrelos regelmatig oorlogsgeweld. Een dodelijk treffen vond plaats op 27 december 1566. Na de Slag bij Wattrelos werden Vlaamse calvinisten en geuzen uitgemoord te Wattrelos.
In 1865 begon de industrialisering van de tot dan landelijke gemeente met de opening van de textielfabriek Leclercq-Dupire. De textielfabrieken verdrongen het thuisweven; in 1876 werkten nog 3200 wevers van thuis uit terwijl er 2000 in een fabriek werkten. Met de groei van de fabrieksarbeid, met vaak penibele arbeidsomstandigheden, groeide de arbeiders- en vakbeweging in Wattrelos en de gemeente werd een links bolwerk. In 1912 opende de grote fabriek La Lainière de Roubaix. In de jaren 1960 werkten hier tot 6000 mensen. Maar daarna volgde al snel de teloorgang van de textielindustrie en La Lainière de Roubaix sloot in 2000 de deuren.

## Geografie
De oppervlakte van Wattrelos bedraagt 13,44 vierkante kilometer; Op 1 januari 2022 was de bevolkingsdichtheid 3.041,7 inwoners per km².
De gemeente heeft een 13 kilometer lange grens met België. De gemeente grenst verder aan Tourcoing, Roubaix en Leers. Wattrelos ligt op 17 kilometer van Rijsel en op 20 kilometer van Kortrijk of Doornik.
De onderstaande kaart toont de ligging van Wattrelos met de belangrijkste infrastructuur en aangrenzende gemeenten.

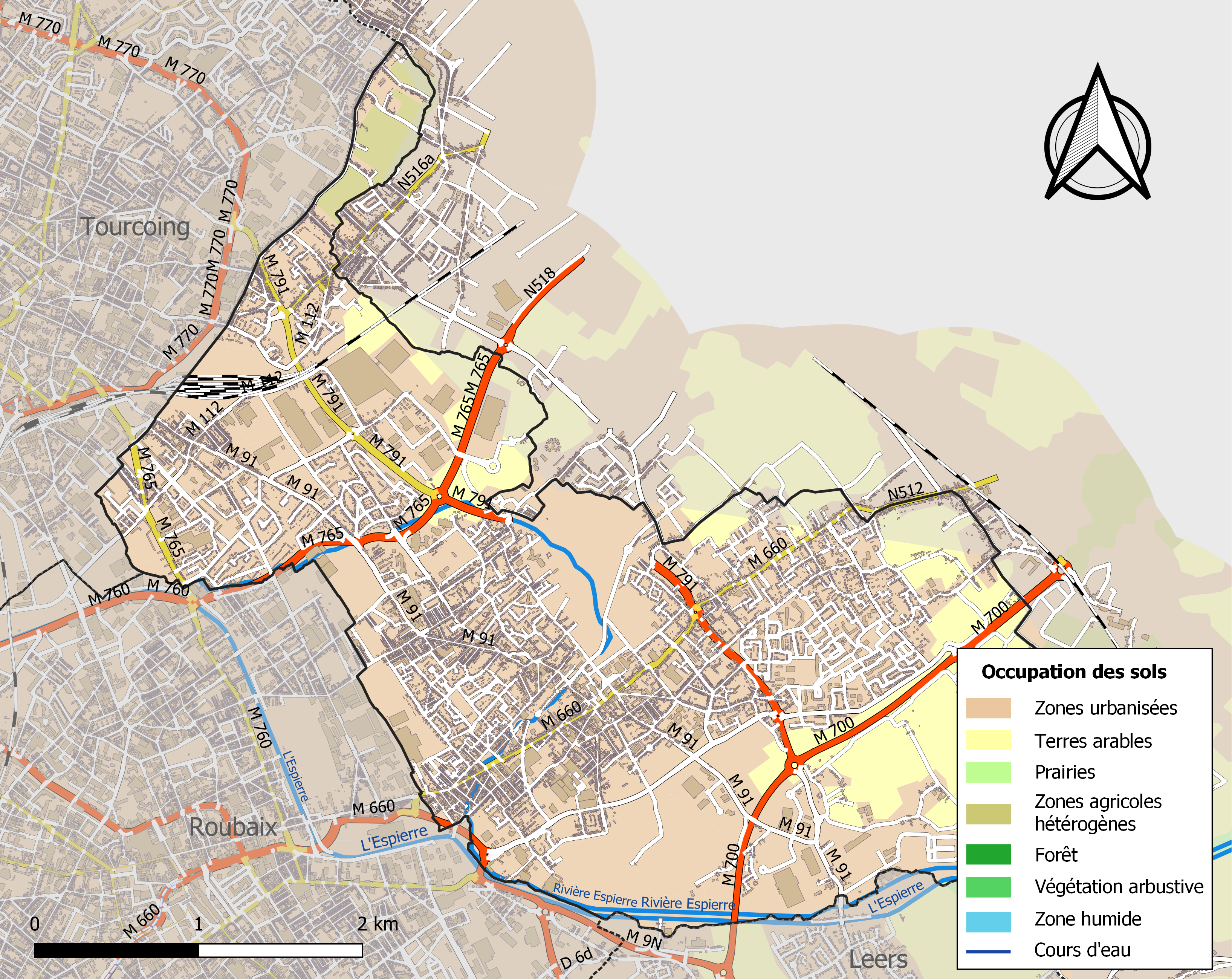

## Cultuur en patrimonium

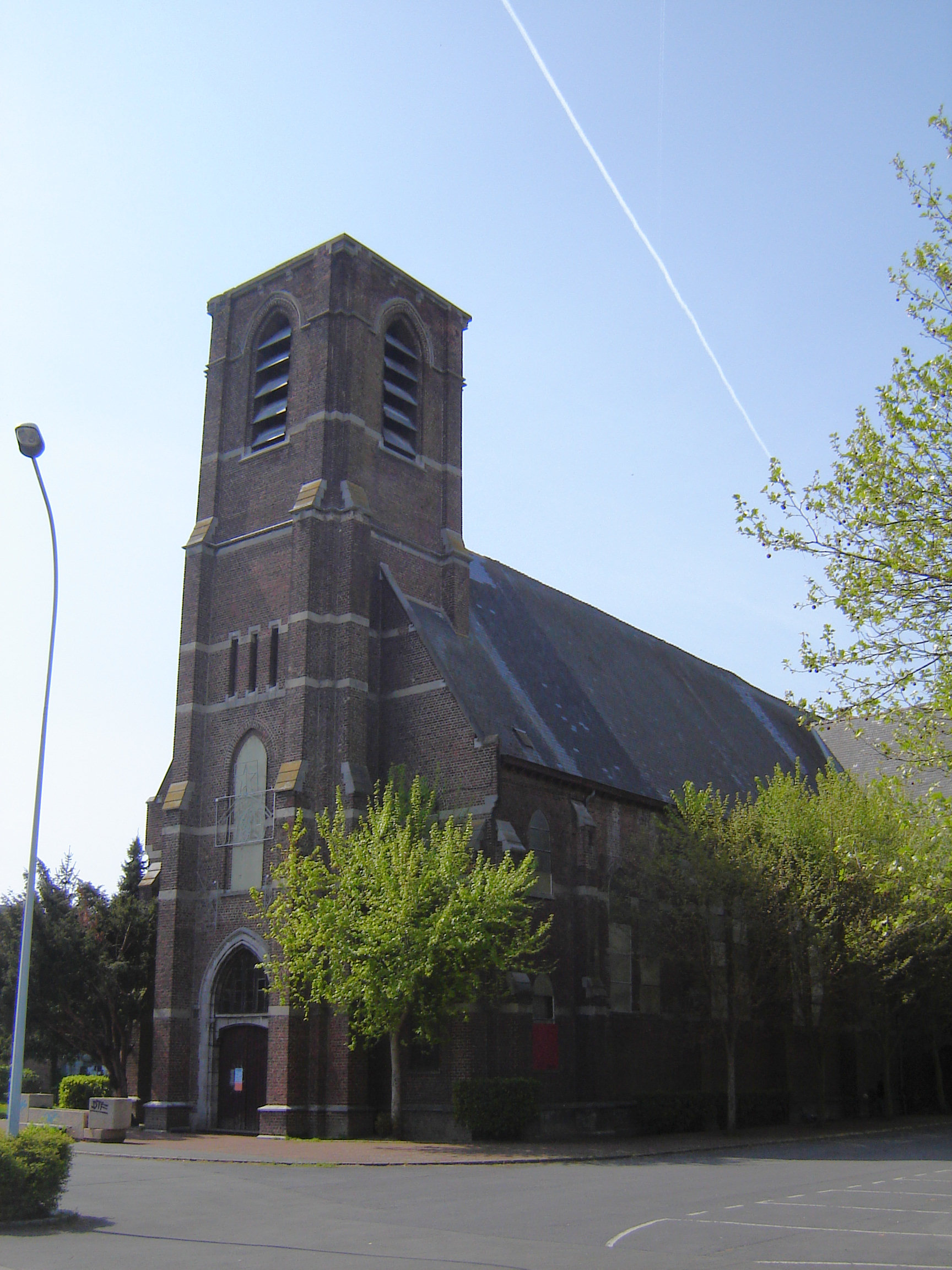
Église Notre-Dame du Bon Conseil, in de wijk Beaulieu

De verstedelijkte en sterk bevolkte gemeente telt verschillende kerken in zijn wijken:
- De Église Saint-Maclou in het centrum werd ingewijd in april 1882, en verving een kerk waarvan de geschiedenis terugging tot in de 15de eeuw.
- De Église Saint-Thérèse-de-l'Enfant-Jésus in de wijk Laboureur werd ingewijd in 1929. Ze is opgetrokken uit steen en baksteen, maar versierd met mozaïeken, en verenigt zo traditionele architectuur met een art-deco-versiering.
- De Église Saint-Vincent de Paul is een moderne kerk in de wijk Le Crétinier, opgetrokken in 1994. De eerste kerk werd er in 1897 opgetrokken, maar kreeg toen niet eens een spits omdat de toren het gewicht niet kon dragen. De toestand van de kerk ging achteruit, tot in 1992, nog geen eeuw later, deze werd gesloopt voor een nieuwe kerk op dezelfde plek.
- De Église Notre-Dame du Bon Conseil in de wijk Beaulieu werd opgetrokken in 1910.
- De Église Christ-Roi in de wijk Sapin Vert werd gewijd in 1936.
- De Église Saint-Gérard staat in de wijk Touquet-Saint-Gérard, in het noorden van de gemeente tussen Tourcoing en de wijk Mont-à-Leux van het Belgische Moeskroen.

Het Musée des arts et traditions populaires is gevestigd in een traditionele Picardische vierkantshoeve (cense) en toont het plaatselijke leven in de tweede helft van de 19e eeuw. Wattrelos heeft een lange traditie van smokkelen. Vooral tabak werd vanuit België over de grens gesmokkeld. Het jaarlijkse Fête des Berlouffes herdenkt de Slag bij Wattrelos in 1566.

## Natuur en landschap
Wattrelos ligt in de agglomeratie van Rijsel en is dicht bebouwd. De zuidgrens wordt gevormd door het Canal de Roubaix. In het noorden en het oosten loopt de Belgisch-Franse grens en in het westen is de plaats vastgegroeid aan Roubaix en Tourcoing. De hoogte bedraagt ongeveer 33 meter.

## Demografie
In 1231 telde Wattrelos 100 huishoudens, of tussen de 500 en 600 inwoners.
In 1954 werd de kaap van 30.000 inwoners overschreden. Het volgende decennium volgde een erg sterke groei.
Onderstaande figuur toont het verloop van het inwonertal.

## Politiek

### Burgemeesters

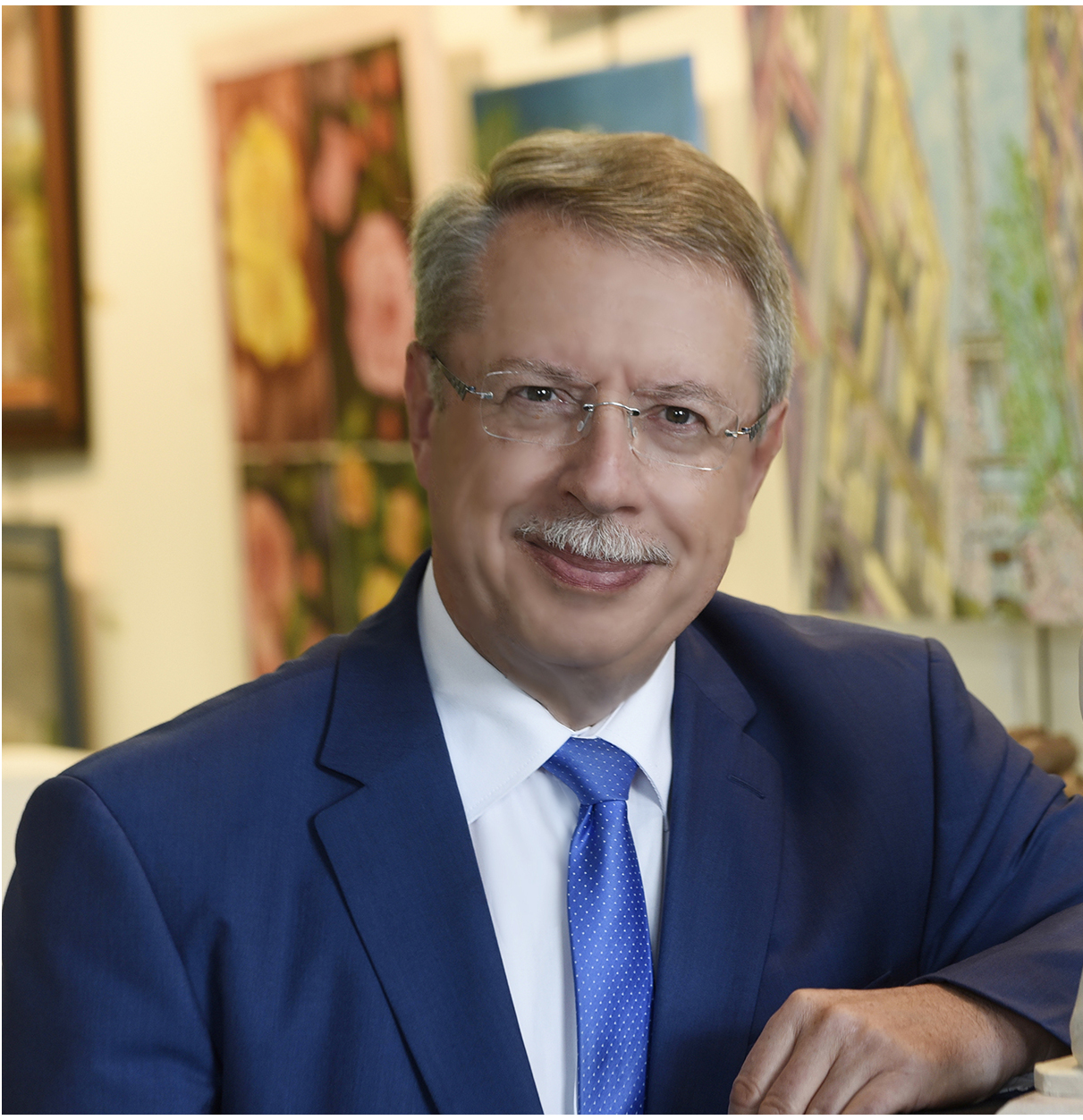
Burgemeester Dominique Baert

De eerste burgemeester van de gemeente in 1790 was Pierre-Joseph Lefèvre. Wattrelos heeft sinds het begin van de 20e eeuw een traditie van socialistische burgemeesters. Enkel François Mériaux (1945-1947) vormt als communist een uitzondering.
- 1808-1808: Pierre-Joseph Bettremieux
- 1808-1815: Louis-Joseph Deplasse
- 1815-1822: Pierre-François-Joseph D'Halluin
- 1822-1825: Constantin-Joseph Droulers
- 1825-1830: Lezaire Salembier
- 1830-1831: Pierre-Joseph Duthoit
- 1831-1847: Bettremieux Willoquet
- 1847-1848: Fourlinnie (gemeenteraadslid)
- 1848-1856: Duthoit Glorieux
- 1856-1859: Beghin Thiers (schepen)
- 1859-1876: Dennis Pollet
- 1876-1881: Deldalle Duthoit
- 1881-1889: Dennis Pollet
- 1889-1892: Leuridan Noclain
- 1892-1901: Henri Pollet
- 1901-1906: Victor Leplat
- 1906-1912: Joseph Thérin
- 1912-1938: Henri Briffaut (SFIO)
- 1938-1944: Florimond Lecomte (SFIO)
- 1944-1945: Louis Dornier (SFIO)
- 1945-1947: François Mériaux (PCF)
- 1947-1957: Albert D'Hondt (SFIO)
- 1957-1971: Jean Delvainquière (SFIO)
- 1971-2000: Alain Faugaret (PS)
- 2000-...: Dominique Baert (PS)

## Geboren
- Charles Crupelandt (1886-1955), wielrenner, won twee keer Parijs-Roubaix voor eigen volk (Wattrelos ligt vlak bij Roubaix), en naar wie de laatste kasseipassage is genoemd die vlak voor de aankomst aan de piste van Roubaix ligt.
- Hector Tiberghien (1890-1951), Belgisch wielrenner
- Albert Willecomme (1900-1971), fotograaf
- Michel Watteau (1945-2003), voetballer
- Ludovic Depickère (1969), zwemmer

## Nabijgelegen kernen
Roubaix, Leers, Estaimpuis, Herseaux, Tourcoing
La Baillerie · Bas Chemin · Beaulieu · La Boutillerie · Le Crétinier · Gauquier · Martinoire · La Mousserie · Plouys · Saint-Liévin · Sapin Vert · Le Sartel

Lijst van Franse gemeenten · Arrondissement Rijsel · Noorderdepartement · Hauts-de-France
Leers · Wattrelos · Roubaix